# Allimanta
Allimanta é um subgénero do Género Culex, pertencente à família Culicidae.